# Achsah Brewster
Pour les articles homonymes, voir Brewster.
Achsah Barlow Brewster, née à New Haven le 12 novembre 1879 et morte le 16 février 1945 à Almora (Inde), est une peintre américaine.

## Biographie
Membre du Salon d'automne, épouse d'Earl Brewster, elle expose à la Rétrospective du Salon des indépendants de 1926 les toiles Gethsémani, Saint-Francis, Aphrodite, Fillette au lapin blanc, Hippolyte et Femme au reliquaire. En 1928, elle présente aux Indépendants La Mort de Bouddha et Kalki.